# Trichoglottis lowderiana
Trichoglottis lowderiana är en orkidéart som beskrevs av Choltco. Trichoglottis lowderiana ingår i släktet Trichoglottis och familjen orkidéer. Inga underarter finns listade i Catalogue of Life.